# Guilty Conscience
Guilty Conscience – singel amerykańskiego rapera Eminema z płyty The Slim Shady LP. Gościnnie udzielił się także Dr. Dre, który również był producentem utworu. Singel został wydany 8 czerwca 1999 roku w formacie CD oraz kasety. W 2005 r. piosenka została umieszczone na kompilacji Eminema pt. Curtain Call: The Hits.

## Lista utworów
CD1 (Wielka Brytania)
1. "Guilty Conscience" (Radio Edit - Extra Clean With New Hook) - 3:16
2. "Guilty Conscience" (Album Version - With New Hook) - 3:19
3. "'97 Bonnie & Clyde" - 5:03
4. "Guilty Conscience" (Video) - 3:19

CD2 (Wielka Brytania)
1. "Guilty Conscience" (Radio Edit - Extra Clean With New Hook) - 3:16
2. "Guilty Conscience" (Instrumental) - 3:19
3. "My Name Is" (Clean Version) - 4:30
4. "My Name Is" (Video) - 4:28

Kaseta (Wielka Brytania)
1. "Guilty Conscience" (Radio Edit - Extra Clean With New Hook) - 3:19
2. "Guilty Conscience" (Instrumental) - 4:27

CD single (Niemcy)
1. "Guilty Conscience" (Radio Edit - Extra Clean With New Hook) - 3:16
2. "Guilty Conscience" (Instrumental) - 3:19
3. "'97 Bonnie & Clyde" - 5:03
4. "My Name Is" (Clean Version) - 4:30
5. "My Name Is" (Video) - 4:28